# ザ・タッチ (曲)
「ザ・タッチ」（The Touch）は、アメリカ合衆国の歌手でありギタリストのスタン・ブッシュによるロック・ミュージック・ソングである。

## 解説
この曲は1986年のアニメーション映画『トランスフォーマー ザ・ムービー』における有名な挿入歌であり、翌年リリースされたサウンドトラックアルバム（The Transformers The Movie: Original Motion Picture Soundtrack）に収録された。さらに、この映画の続きに当たるテレビアニメ『戦え!超ロボット生命体トランスフォーマー2010』でも、最終回「コンボイの復活 パート2(The Return of Optimus Prime Part 2)」の挿入歌として使用された。
また、同アルバム内の"ウィアード・アル"ヤンコヴィックによる「デアー・トゥー・ビー・ストューピド」（Dare to Be Stupid）との両A面シングルもリリースされている。
元々はシルベスター・スタローン主演の『コブラ』で使用される予定の曲だった。近年では、1997年の映画『ブギーナイツ』でマーク・ウォールバーグがこの「ザ・タッチ」を（あえてではあるが下手に）歌って、曲のほうに悪評が付いた。彼のカヴァーは1枚目の映画サントラのアルバム『ブギーナイツ』（Boogie Nights: Music from the Original Motion Picture）に隠しトラックとして収録されている。加えてこの曲は、2008年本放送の『チャック』の1エピソード「チャック・ヴァーサス・トム・ソーヤー」（"Chuck Versus Tom Sawyer"）でも使用されている。
ブッシュはこの曲の再録版を2007年の実写映画『トランスフォーマー』に提供したが、最終的にサウンドトラックには収録されなかった。後にブッシュが録音した「サムズ・シーム」（Sam's Theme)という副題の別ヴァージョンは続編である2009年の『トランスフォーマー: リベンジ』（Revenge of the Fallen）に加わる可能性がある。2009年ヴァージョンはオリジナルや2007年のそれとは大きく異なり、ラップ・ヴァースと更なる悲壮感の音質とが加味されたため「リデュー・ア・ラ・リンキン・パーク」（redux a la Linkin Park）と表現されている。
2013年8月に発売されたゲーム『Saints Row IV』ではオリジナルの「ザ・タッチ」が使用された。ゲーム中聴くことができるラジオで流れるほか、ストーリー上の重要なシーンで挿入歌としても使用されている。

## 再発売
2009年5月28日、2007年ヴァージョンの「ザ・タッチ」はTVゲーム『ギター・ヒーロー・ワールド・トゥアー』（Guitar Hero World Tour）でのダウンロード可能なトラックとしてリリースされた。ブッシュは自分の歌がこのゲームか、或いは競合している音楽ゲームの『ロック・バンド』（Rock Band）に登場することを望んでいると表明していた。